# Qualificazioni alla Coppa d'Asia 2014 (calcio femminile)
Questa voce raccoglie un approfondimento sui risultati degli incontri e sulle classifiche per l'accesso alla fase finale della Coppa d'Asia 2014 (calcio femminile).

## Fase a gironi

### Girone A
| Squadra    | P.ti | G | V | P | S | RF | RS | DR  |
| ---------- | ---- | - | - | - | - | -- | -- | --- |
| Giordania  | 9    | 3 | 3 | 0 | 0 | 30 | 0  | +30 |
| Uzbekistan | 6    | 3 | 2 | 0 | 1 | 22 | 4  | +18 |
| Libano     | 3    | 3 | 1 | 0 | 2 | 12 | 10 | +2  |
| Kuwait     | 0    | 3 | 0 | 0 | 2 | 1  | 51 | -50 |

| Squadra    | Giordania (bandiera) | Uzbekistan (bandiera) | Libano (bandiera) | Kuwait (bandiera) |
| ---------- | -------------------- | --------------------- | ----------------- | ----------------- |
| Giordania  | —                    | —                     | 5 – 0             | —                 |
| Uzbekistan | 0 – 4                | —                     | —                 | 18 – 0            |
| Libano     | —                    | 0 – 4                 | —                 | 12 – 1            |
| Kuwait     | 0 – 21               | —                     | —                 | —                 |

### Girone B
| Squadra    | P.ti | G | V | P | S | RF | RS | DR  |
| ---------- | ---- | - | - | - | - | -- | -- | --- |
| Thailandia | 9    | 3 | 3 | 0 | 0 | 15 | 1  | +14 |
| Filippine  | 6    | 3 | 2 | 0 | 1 | 10 | 1  | +9  |
| Iran       | 3    | 3 | 1 | 0 | 2 | 3  | 11 | -8  |
| Bangladesh | 0    | 3 | 0 | 0 | 3 | 0  | 15 | -15 |

| Squadra    | Thailandia (bandiera) | Filippine (bandiera) | Iran (bandiera) | Bangladesh (bandiera) |
| ---------- | --------------------- | -------------------- | --------------- | --------------------- |
| Thailandia | —                     | —                    | 5 – 1           | 9 – 0                 |
| Filippine  | 0 – 1                 | —                    | —               | 4 – 0                 |
| Iran       | —                     | 0 – 6                | —               | —                     |
| Bangladesh | —                     | —                    | 0 – 2           | —                     |

### Girone C
| Squadra      | P.ti | G | V | P | S | RF | RS | DR  |
| ------------ | ---- | - | - | - | - | -- | -- | --- |
| Vietnam      | 9    | 3 | 3 | 0 | 0 | 24 | 0  | +24 |
| Hong Kong    | 6    | 3 | 2 | 0 | 1 | 5  | 6  | -1  |
| Bahrein      | 3    | 3 | 1 | 0 | 2 | 5  | 12 | -7  |
| Kirghizistan | 0    | 3 | 0 | 0 | 2 | 2  | 18 | -16 |

| Squadra      | Vietnam (bandiera) | Hong Kong (bandiera) | Bahrein (bandiera) | Kirghizistan (bandiera) |
| ------------ | ------------------ | -------------------- | ------------------ | ----------------------- |
| Vietnam      | 4 – 0              | —                    | 8 – 0              | —                       |
| Hong Kong    | —                  | —                    | —                  | 2 – 1                   |
| Bahrein      | —                  | 1 – 3                | —                  | —                       |
| Kirghizistan | 0 – 12             | —                    | 1 – 4              | —                       |

### Girone D
| Squadra       | P.ti | G | V | P | S | RF | RS | DR  |
| ------------- | ---- | - | - | - | - | -- | -- | --- |
| Birmania      | 7    | 3 | 2 | 1 | 0 | 11 | 0  | +11 |
| Taipei cinese | 7    | 3 | 2 | 1 | 0 | 8  | 1  | +7  |
| India         | 1    | 3 | 0 | 1 | 2 | 2  | 5  | -3  |
| Palestina     | 1    | 3 | 0 | 1 | 2 | 1  | 16 | -15 |

| Squadra       | Birmania (bandiera) | Taipei cinese (bandiera) | India (bandiera) | Palestina (bandiera) |
| ------------- | ------------------- | ------------------------ | ---------------- | -------------------- |
| Birmania      | —                   | 0 – 0                    | 2 – 0            | —                    |
| Taipei cinese | —                   | —                        | —                | 6 – 0                |
| India         | —                   | 1 – 2                    | —                | —                    |
| Palestina     | 0 – 9               | —                        | 1 – 1            | —                    |